# Grupo Jumex
Grupo Jumex, S.A. de C.V. es un grupo empresarial mexicano fundado en 1961, dedicado a la producción de bebidas. Reúne a las compañías Frugosa, Botemex, Jugomex, Alijumex, Vilore Services Corporation, Vilore Services y Vilore Foods, Inc.. Produce jugo de fruta, néctares y bebidas refrescantes a base de frutas, así como bebidas energéticas. Sus instalaciones se encuentran al norte de la Ciudad de México y en la ciudad de Ecatepec, en el Estado de México.

## Historia
Originalmente, la empresa se llamaba Empacadora de Frutos y Jugos, S.A., que se fundó en 1961. Su denominación se debía a que era una empresa de sociedad anónima. En 1964, cambió su nombre por Jumex que significa Jugos de México e introdujo la lata azul que hasta la fecha se continúa utilizando.
Sus productos podían adquirirse inicialmente solo en la República Mexicana, pero en los últimos años, debido a los tratados de libre comercio, también pueden adquirirse en los Estados Unidos y alrededor del mundo. El 18 de febrero de 2009, Jumex inauguró su primera planta fuera del territorio mexicano, ubicada en El Salvador, la cual elabora y distribuye jugos naturales al mercado centroamericano y del Caribe. La inversión superó los 20 millones de dólares.

## La Colección Jumex
El principal accionista de Jumex, Eugenio López Alonso, posee una colección privada de arte, la cual se exhibe en dos lugares físicos y uno virtual:

### Museo de la fábrica de Ecatepec
- El museo adjunto en las instalaciones de la fábrica Jumex en la ciudad de Ecatepec, Estado de México, México.

### Museo Jumex
- El Museo Jumex, en Nuevo Polanco, Ciudad de México, se inauguró el 14 de noviembre de 2013 con actividades como Dress for two, performance del artista estadounidense James Lee Byars y la mesa redonda con Gabriel Orozco, dentro del programa llamado "El museo performativo". El recinto cuenta con 1600 metros de exposición en cinco niveles, dos de ellos de exposición con artistas como Lee Byars, Andy Warhol, Damien Hirst, Jeff Koons, Ellsworth Kelly, Gabriel Orozco, Donald Judd, Thomas Ruff, Paul McCarthy, Francis Alÿs y Teresa Margolles. La estructura fue diseñada por el arquitecto británico David Chipperfield. Se ubica en Boulevard Miguel de Cervantes Saavedra 303, colonia Ampliación Granada o Nuevo Polanco, en la Ciudad de México, cerca del Museo Soumaya de Plaza Carso.

### Museo virtual
- Una nueva plataforma digital: esta colección incluye obras de artistas plásticos como Jeff Koons, Andreas Gursky y Gabriel Orozco.